# 정의경
정의경(1985년 2월 28일~)은 대한민국 핸드볼 선수이다. 2003년부터 2021년까지 국가대표팀에서 활약했고. 국내 리그에서는 2006년 두산 핸드볼팀 입단 이후 현재까지 주장이자 센터백으로 활동중이다.

## 생애
정의경은 초등학교 시절 핸드볼을 시작하여 6학년에는 센터백(CB)으로 전대회 전승과 통합 MVP를 차지하며 두각을 나타냈다. 이후 초/중/고/대학시절까지 매년 우승을 놓치지 않으며 실력을 입증받아 2003년에 경희대학교 입학과 동시에 국가대표팀에 발탁되었다.
2006년에 두산 핸드볼팀에 입단하여 현재까지 현역을 유지하고 있고 수년째 주장을 맡고 있다. 2009년 핸드볼슈퍼리그를 시작으로 두산 핸드볼단의 통합우승 15회를 이끌고 통합우승 10연패라는 역사도 썼다.
국제대회에서는 2008 베이징 올림픽을 시작으로 2018 자카르타-팔렘방 아시안 게임까지 주전 센터백(CB)으로 활약했다. 특히, 2008 베이징 올림픽에서는 대표팀의 막내임에도 큰 활약을 하여 주목을 받았고, 꽃미남 외모로 다수의 팬들을 확보하며 스타덤에 올랐다. 2008년 두바이에서 열린 자예드컵 클럽 선수권대회에서는 대회 MVP를 차지하기도 했다. 2010 광저우 아시안게임에서는 팀내 가장 많은 득점을 하며 금메달을 목에 걸었고, 2015년부터는 국가대표팀 주장을 맡아 영원한 캡틴이라는 별명도 붙었다. 2018 자카르타-팔렘방 아시안 게임에서는 한국 선수단의 남자 주장을 맡기도 했다.
국제대회에서 두각을 나타내며 프랑스, 스웨덴, 스위스, 일본 등에서 수차례 러브콜을 받기도 했지만, 구단과의 협상 및 타이밍 문제로 해외리그 진출은 성사되지 못했다.

## 경력
- 2008년 하계 올림픽 남자 핸드볼 국가대표
- 2012년 하계 올림픽 남자 핸드볼 국가대표
- 2010년 아시안 게임 남자 핸드볼 국가대표
- 2014년 아시안 게임 남자 핸드볼 국가대표
- 2018년 아시안 게임 남자 핸드볼 국가대표

## 수상

### 아시안 게임
- 2010년 아시안 게임 남자 핸드볼 금메달
- 2014년 아시안 게임 남자 핸드볼 은메달
- 2018년 아시안 게임 남자 핸드볼 동메달

### 아시아 선수권 대회
- 2008 아시아 선수권 대회 우승
- 2010 아시아 선수권 대회 우승
- 2012 아시아 선수권 대회 우승

### 동아시아클럽 핸드볼선수권대회
- 2019 제16회 동아시아클럽 핸드볼선수권대회 남자부 MVP
- 2017 제14회 동아시아클럽 핸드볼선수권대회 MVP
- 2016 제13회 동아시아클럽 핸드볼선수권대회 MVP
- 2007 제4회 서울컵 동아시아클럽핸드볼선수권대회 MVP

### 자예드컵 인터네셔널 핸드볼 챔피온쉽
- 2008 제2회 자예드컵 인터네셔널 핸드볼 챔피온쉽 BEST PLAYER

### 핸드볼코리아리그
- 2009 SK 핸드볼큰잔치 BEST7
- 2010 SK 핸드볼큰잔치 BEST7
- 2010 SK 핸드볼큰잔치 어시스트상
- 2011 SK 핸드볼코리아리그 통합우승
- 2011 SK 핸드볼 코리아컵 남자부 MVP
- 2011 SK 핸드볼코리아리그 정규리그 BEST7
- 2011 SK 핸드볼코리아리그 어시스트상
- 2012 SK 핸드볼코리아리그 통합우승
- 2013 SK 핸드볼코리아리그 통합우승
- 2013 SK 핸드볼코리아리그 챔프전 MVP
- 2015 SK 핸드볼코리아리그 통합우승
- 2015 SK 핸드볼코리아리그 정규리그 MVP
- 2015 SK 핸드볼코리아리그 어시스트상
- 2016 SK 핸드볼코리아리그 통합우승
- 2017 SK 핸드볼코리아리그 통합우승
- 2017 SK 핸드볼코리아리그 챔프전 MVP
- 2017 SK 핸드볼코리아리그 정규리그 MVP
- 2017 SK 핸드볼코리아리그 정규리그 BEST7
- 2018 SK 핸드볼코리아리그 통합우승
- 2019 SK 핸드볼코리아리그 통합우승
- 2019 SK 핸드볼코리아리그 챔프전 MVP
- 2019 SK 핸드볼코리아리그 정규리그 MVP
- 2019 SK 핸드볼코리아리그 정규리그 BEST7
- 2020 SK 핸드볼코리아리그 정규리그 우승
- 2020 SK 핸드볼코리아리그 정규리그 BEST7
- 2021 SK 핸드볼코리아리그 통합우승
- 2021 SK 핸드볼코리아리그 정규리그 BEST7
- 2022 SK 핸드볼코리아리그 통합우승
- 2022 SK 핸드볼코리아리그 정규리그 MVP
- 2022 SK 핸드볼코리아리그 정규리그 BEST7
- 2023 SK 핸드볼코리아리그 통합우승
- 2024 SK 핸드볼코리아리그 통합우승
- 2024 SK 핸드볼코리아리그 정규리그 BEST7